# Еротичний фільм
Еротичний фільм — жанр кінематографу. Фільми цього жанру спрямовані на те, щоб викликати у глядача сексуальне збудження і еротичні фантазії. Неповнолітні на сеанси не допускаються.
На відміну від порнографії в еротичних фільмах не показуються подробиці сексуальних зносин, майже ніколи не показується чоловічий пеніс або еякуляція.
Фанати еротичних фільмів називають безліч причин за котрими їм подобаються ця продукція: отримати сексуальне збудження, дізнатись про нові техніки та сексуальні позиції, ближче познайомитись зі сексом і як привід для розмови про секс зі своїм партнером.

## Зародження жанру та ранні фільми

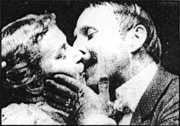
«Поцілунок Мей Ірвін» інколи називають першим еротичним фільмом

Невдовзі після того, як брати Люм'єр презентували свій перший фільм (1895), французький режисер Жорж Мельєс (фр. Georges Méliès) зняв дуже коротку стрічку «Після купання» (англ. Apres Le Bal, 1897), у якому була присутня сцена з оголеними людьми. Альберт Кірчнер (Albert Kirchner) у 1896 році знімає короткий порнографічний фільм «Le Coucher de la Marie».
Перший поцілунок в кіно відбувся у кіноетюді «Поцілунок Мей Ірвін» (англ. The May Irwin Kiss, 1896) або просто «Поцілунок». В ньому було знято сцену поцілунку великим планом, що викликало обурення Католицької церкви та несхвальну критику. Хоча ролик тривав лише 47 секунд, він став одним з перших комерційний фільмів в історії кіно.
Одрі Мюнсон стала першою акторкою, яка роздягнулася повністю — це сталося у фільмі «Натхнення» (англ. Inspiration, 1915). У стрічці «Марокко» (англ. Morocco, 1930), Марлен Дітріх носила чоловічий піджак, а також у цьому фільмі вперше було показано поцілунок жінки з жінкою.

## Деякі еротичні фільми
- «Лоліта» (1962, 1997)
- « Еммануель» (фр. Emmanuelle) (1974)
- «Грецька смоківниця» (нім. Griechische Feigen; англ. The Fruit Is Ripe) (1976)
- «Салон Кітті» (італ. Salon Kitty) (1976)
- «Ніжні кузини» (англ. Tendres cousines) (1980)
- «Дев'ять з половиною тижнів» (англ. 9½ Weeks) (1986)
- «Основний інстинкт» (1992)
- «Пустунка» (італ. Monella) (1998)
- «Порушуючи заборони» (італ. Tra(sgre)dire) (2000) — фільм Тінто Брасса, головну роль в якому виконала Юлія Маярчук
- «Моє кохання» (італ. Monamour) (2005)